# Chantepie
Chantepie (en bretó Kantpig, en gal·ló Chauntepiy) és un municipi francès, situat a la regió de Bretanya, al departament d'Ille i Vilaine. L'any 2006 tenia 8.106 habitants.

## Demografia
| 1962                                       | 1968  | 1975  | 1982  | 1990  | 1999  |
| ------------------------------------------ | ----- | ----- | ----- | ----- | ----- |
| 1.310                                      | 1.594 | 2.651 | 3.677 | 5.898 | 6.793 |
| Des de 1962: població sense dobles comptes |       |       |       |       |       |

## Administració
| Període   | Identitat         | Partit |
| --------- | ----------------- | ------ |
| 1947-1977 | Albert Chenard    |        |
| 1977-1995 | André Bonnin      |        |
| 1995-2008 | Michel Loret      | PS     |
| 2008-     | Grégoire Le Blond | MoDem  |